# Bahnhof Grootfontein

Der Bahnhof Grootfontein (englisch Grootfontein Railway Station) ist seit 1908 der einzige Bahnhof in der namibischen Stadt Grootfontein. Er liegt als Endbahnhof am Ende der Kapspur-Bahnstrecke Otavi–Grootfontein bei Kilometer 91,3.
Der Bahnhof wird von TransNamib betrieben. Auf der Nordseite liegen die Anlagen für den Reise-, auf der Südseite für den Güterverkehr. Der Bahnhof ist seit 2019 ein wichtiger Umschlagsplatz der Walvis Bay Corridor Group (entlang der Walvis Bay-Ndola-Lubumbashi Development Road), die den Handel mit den Nachbarländern, vor allem Sambia und der Demokratischen Republik Kongo fördert. Hier findet eine Umladung auf bzw. von der Straße statt.
Der Bahnhof Grootfontein soll zukünftig als Anschlussbahnhof der geplanten Bahnstrecke Grootfontein–Katima Mulilo dienen.

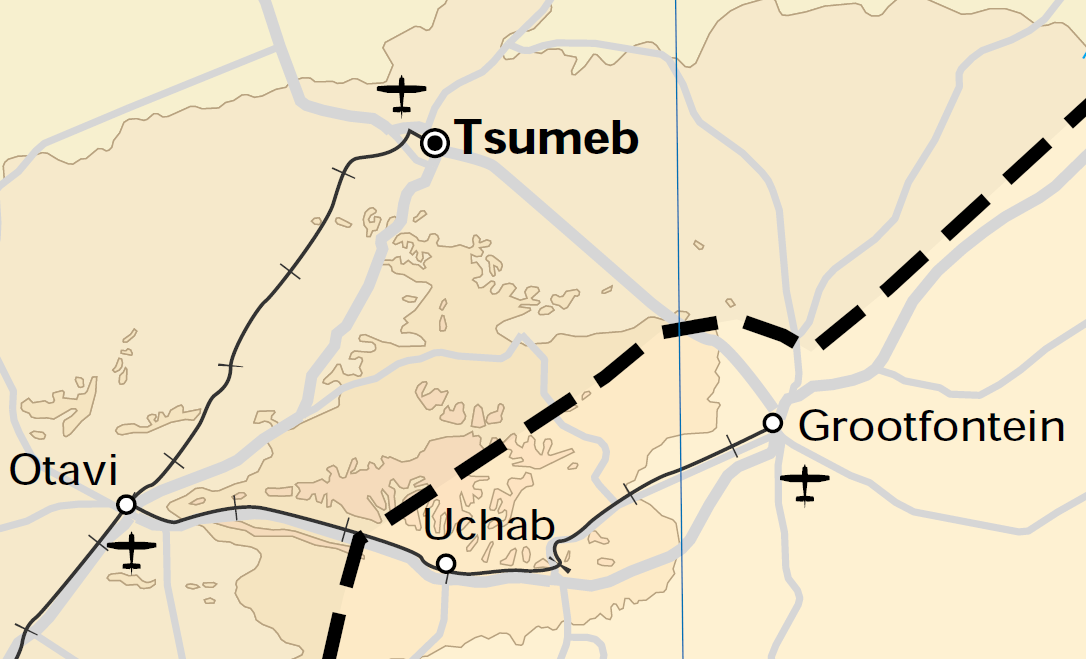
Bahnhof Grootfontein am Ende der Bahnstrecke Otavi–Grootfontein